# Coryphospingus
A Coryphospingus a madarak osztályának verébalakúak (Passeriformes) rendjébe és a tangarafélék (Thraupidae) családjába tartozó nem.

## Rendszerezésük
A nemet Jean Cabanis német ornitológus írta le 1851-ben, az alábbi 2 faj tartozik ide:
- szürke koronáspinty (Coryphospingus pileatus)
- Coryphospingus cucullatus